# جيم أيكين
جيم أيكين (بالإنجليزية: Jim Aikin)‏ (1948)؛ كاتب وروائي أمريكي.